# K. C. 콜린스

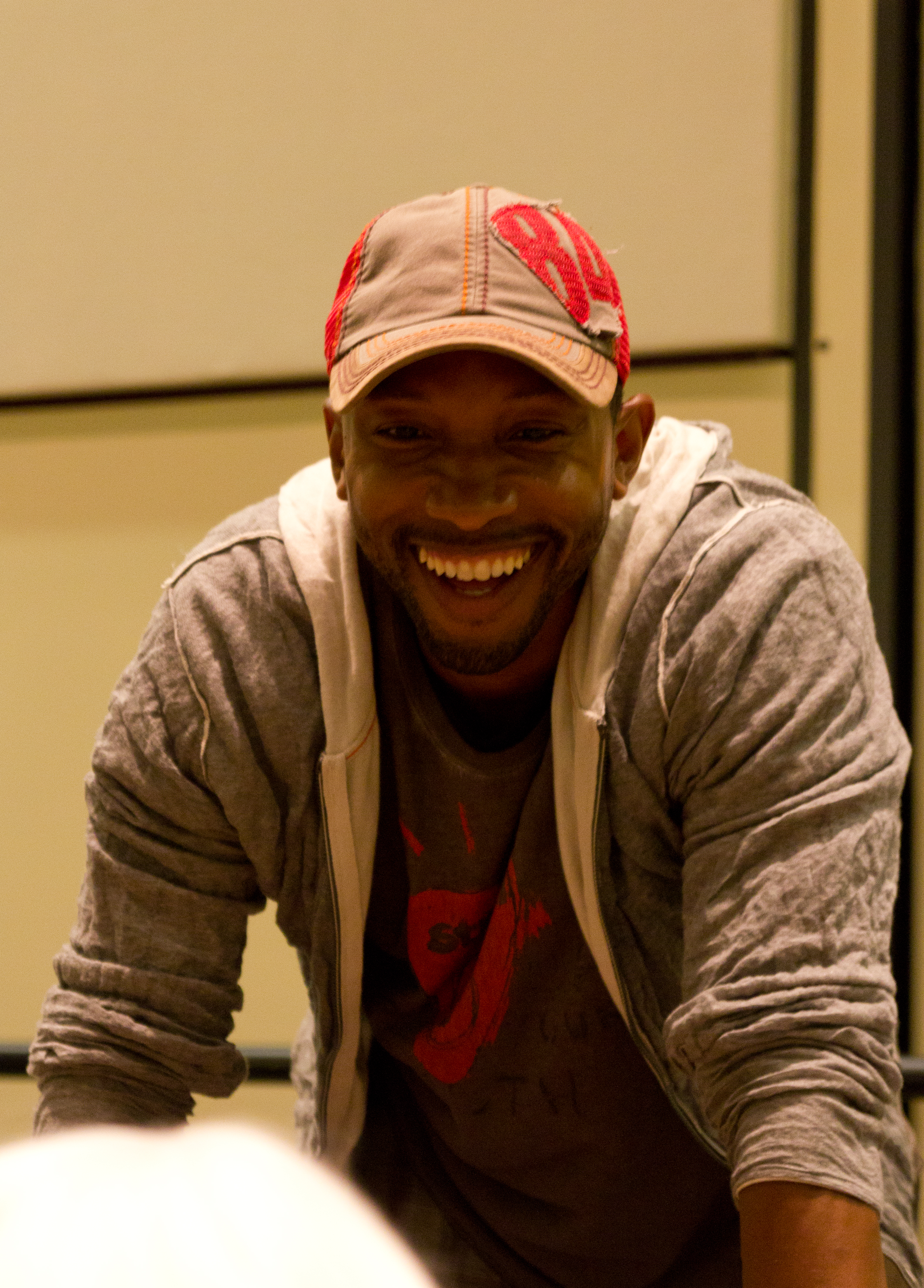

K. C. 콜린스(K. C. Collins)는 캐나다의 배우이다.
토론토에서 태어났다.

## 출연 작품
- 로보캅 (2014년) - 안드레 다니엘스 역
- 얼라이브 (2013년)
- 데이 인 더 라이프 (2009년)
- 애니멀 2 (2008년)
- Toronto Stories (2008) - 앨턴 모리스 역
- 보이즈 게임 (2007년)
- 크라운 하이츠 (2004년)
- 굿펜스 (2003년)
- 디텐션 (2003년)
- 크라임 스프리 (2003년)
- 오닝 마호니 (2003년)
- 방탄승 (2003년)
- 아워 아메리카 (2002년)
- 페이드 인 풀 (2002년) - 키드 #1 역
- 시어 파커 (2001년)
- 루비의 러브 어페어 (2001년)
- 세븐틴 어게인 (2000년)

### 텔레비전
- 로스트 걸 (2010-14)
- 세이빙 호프 (2012-14)